# 梅瑟里希
梅瑟里希是德国莱茵兰-普法尔茨州的一个市镇。总面积6.52平方公里，总人口541人，其中男性274人，女性267人（2011年12月31日），人口密度83人/平方公里。